# Vilja växa
Vilja växa är en ungdomsroman skriven av Peter Pohl.

## Handling
När 12-årige Mikael Stenberg återvänder till Stockholm efter en sommar på Södra Latins Sommarhem är hans närmaste framtid ett oskrivet blad. Under sommaren har fosterföräldrarna Rolf och Gerda skilt sig och han vet inte om han ska bo hos någon av dem eller om ett nytt fosterhem väntar och om han ska få fortsätta studera på Södra Latin. På kajen väntar till hans glädje fostermamma Gerda och tillsammans flyttar de in i en liten lägenhet i Årsta och ett nytt läsår börjar på Södra Latin. Med sig hem har Micke också en brinnande önskan om att växa, att förvandlas från en liten sårbar grabb i underläge till någon att räkna med. Läsaren får sedan följa Micke under fem år då han sätter sig själv under enorm press för att förändras och utvecklas. Södra Latins Sommarhem och Mickes relation till människorna han möter där är en central punkt i berättelsen. Där finns bästa vännen Bigg och sommarhemmets föreståndare Tjefen som blir lite av en pappa gestalt. Idrottsledaren RuterEss får Micke att tro på sin talang som löpare och verkligen våga satsa och översittaren Knekten gör att han anstränger sig ännu mer. Rumskamraten Majas förvandling från någon som Micke beundrar till en person han föraktar lär honom hur ont det kan göra det kan göra när illusioner brister. Det gäller hela tiden att växa och prestera mer.

## Mottagande
Recensenten Lena Kåreland skrev i Svenska Dagbladet: "Vilja växa är en imponerande, om än inte invändningsfri ungdomsroman, med vilken Pohl återigen befäster sin ställning som förnyare av svensk ungdomslitteratur".

## Utgåva
- Pohl, Peter (1994). Vilja växa. Stockholm: Alfabeta. Libris 7662836. ISBN 9177124189